# Kōstas Kaimakoglou
Kōnstantinos Kaimakoglou, detto Kōstas (in greco Κωνσταντίνος "Κώστας" Καϊμακόγλου?; Korydallos, 15 marzo 1983), è un ex cestista greco.

## Carriera
Con la Grecia ha disputato due edizioni dei Campionati mondiali (2010, 2014) e quattro dei Campionati europei (2009, 2011, 2013, 2015).

## Statistiche

### Eurolega
| Anno       | Squadra       | PG | PT | MP   | TC%  | 3P%  | TL%  | RP  | AP  | PRP | SP  | PP  |
| ---------- | ------------- | -- | -- | ---- | ---- | ---- | ---- | --- | --- | --- | --- | --- |
| 2009-2010  | Maroussi      | 15 | 12 | 24,0 | 47,1 | 32,6 | 71,1 | 2,9 | 1,5 | 0,5 | 0,2 | 9,6 |
| 2010-2011† | Panathīnaïkos | 18 | 4  | 10,3 | 37,1 | 35,3 | 89,3 | 2,4 | 0,6 | 0,6 | 0,1 | 3,2 |
| 2011-2012  | Panathīnaïkos | 23 | 5  | 22,6 | 45,0 | 44,1 | 72,3 | 4,1 | 1,3 | 0,9 | 0,2 | 7,9 |
| 2014-2015  | UNICS Kazan'  | 10 | 10 | 30,9 | 41,1 | 34,4 | 66,7 | 5,1 | 3,6 | 1,5 | 0,3 | 7,9 |
| 2016-2017  | UNICS Kazan'  | 19 | 17 | 23,1 | 38,8 | 28,6 | 78,6 | 3,4 | 1,5 | 0,5 | 0,2 | 4,7 |
| Carriera   | Carriera      | 85 | 48 | 21,3 | 43,0 | 36,1 | 75,3 | 3,5 | 1,5 | 0,7 | 0,2 | 6,5 |

## Palmarès
- Campionato greco: 1

Panathinaikos: 2010-11
- Coppa di Grecia: 1

Panathinaikos:	2011-12
- Coppa di Russia: 1

UNICS Kazan: 2013-14
- Eurolega: 1

Panathinaikos: 2010-11